# コンちゃんテンちゃん
『コンちゃんテンちゃん＜フジテレビからの!＞』は、2012年10月18日から2014年6月26日まで毎週木曜日25:45 - 26:45（JST）に放送されていた情報バラエティ番組。

## 概要
番組テーマ「楽しくなければコンテンツじゃない！」
2013年10月10日よりリニューアル。

### COD×DAIBA
フジテレビのコンテンツ開発に携わる部員と芸人が横並びでプレゼンに挑戦するストロングプレゼンショーCODがスタート。
番組の最後にザキヤマCEOに最もハマったプレゼンをしたプレゼンター、今週の「ザキまる印」が発表される。

### COD(Contents Design 読み：コッド)
フジテレビコンテンツを愛する人々が、熱き思い・こだわりを洗練されたプレゼンで伝える、週に一度のプレゼンの祭典。

### しあわせ部員計画
フジテレビのコンテンツ開発に携わる部員が番組からの宿題を披露し、
見事に成功したら担当コンテンツが30秒間告知できるコーナー。

## 出演者

### 司会進行
- 山崎弘也（アンタッチャブル、CEO）
- 竹内友佳（愛称タケパン、Secretary）
- 生野陽子（愛称ショーパン　Second Secretary）（2014年2月13日のみ）

### COD×Presenter(出演者)
- カンニング竹山
- 後藤輝基（フットボールアワー)
- 岩尾望（フットボールアワー）
- いとうあさこ
- 河本準一（次長課長）
- 井上聡（次長課長）
- 木本武宏（TKO）
- 木下隆行（TKO）
- 見栄晴
- 有野晋哉（よゐこ）
- やす（ずん）
- 児嶋一哉（アンジャッシュ）
- 鈴木拓（ドランクドラゴン）
- 大村朋宏（トータルテンボス）
- 藤田憲右（トータルテンボス）
- 角田晃広（東京03）
- 田中卓志（アンガールズ）
- 井上裕介（NON STYLE）
- 狩野英孝
- 浜谷健司（ハマカーン）
- 益子卓郎（U字工事）
- 松尾陽介（ザブングル）
- 村上健志（フルーツポンチ）
- 植野行雄（デニス）
- アントニー（マテンロウ）
- 北見寛明（ベイビーギャング）
- CHIHARU
- 井上早紀
- 亜里沙
- ダンジー
- 田中れいな（LoVendoЯ）
- 大川藍（アイドリング!!! ）
- 朝日奈央（アイドリング!!! ）
- 尾島知佳（アイドリング!!! ）
- 外岡えりか（アイドリング!!! ）
- シンジ、ユウキ、リョースケ、天ちゃん、カズ、坂本、ロビン（ミストマン８）
- 川端健嗣
- 榎並大二郎（フジテレビアナウンサー）
- 木村拓也（フジテレビアナウンサー）
- 三浦佐和子（CODレギュラー）[1]
- フジテレビ総合メディア開発　コンテンツ事業局、メディア推進局、総合開発局の社員

### マスコット
- コンちゃん（弟）
- テンちゃん（兄）コンセプトは「2人合わせてコンテンツ」
- 生野陽子（アナ）（2014年2月13日のみ）
- 竹内友佳（アナ）（2014年5月8日のみ）

## コーナー
- コンテンツアー（2012年10月-2013年3月）
- 突然プレゼン炎の60秒（2012年10月-2013年9月）
- 三ちゃん のコンテンツご飯
- GOGO!三ちゃんねる（2013年10月-2014年6月26日）
- 総合メディア開発コンテンツ警備隊
  - カメヤマン（映画を愛する取締役）
  - フジ首脳陣がモデルのザ・サラリーマンアニメ
  - ニシブチ隊員（情報番組のエキスパート）
  - シミズ隊員（予算管理のエキスパート）
  - ヤマダ隊員（バラエティ出身）
  - カトウ隊員（空手大好き）
  - ヒサツネ隊員（ゲームクリエーター）
- アニメ『ラブリームービー いとしのムーコ』（2013年8月-2014年6月26日。『ノンストップ!』内のコーナーアニメの再放送）
- ザキヤマ事業局キャラクター開発センター、ザキまるカフェ（2013年4月-9月）
- COD×DAIBA（2013年10月-2014年6月26日）
- 部員ののど自慢（2013年10月-12月）
- しあわせ部員計画（2014年2月-2014年6月19日）
- コンちゃんテンちゃんグンちゃん　エージェント チャン・グンソク(2014年5月22日-2014年6月26日)
- モトジェン　コラボ企画「KASAI'S CAFE」 紫吹淳×笠井アナ（2014年6月19日のみ）

## ネット局
| 放送地域   | 放送局     | 放送期間                       | 放送日時           | 遅れ   |
| ---------- | ---------- | ------------------------------ | ------------------ | ------ |
| 関東広域圏 | フジテレビ | 2012年10月18日 - 2014年6月26日 | 木曜 25:45 - 26:45 | 制作局 |

## スタッフ
- 制作：フジテレビ総合メディア開発 コンテンツ事業局・メディア推進局・映画事業局
- 企画：片岡飛鳥（途中まで）
- コンちゃんとテンちゃん：カズコとミズコ
- コンテンツ警備隊：増谷康紀・藤本たかひろ・小杉史哉・滑川洋平・平良亜弓
- 構成：カツオ、柳しゅうへい、木南広明
- TP：塩津英史
- TM：橋本雄司
- CAM→SW：松井光太郎→小川利行
- CAM：照井純一、吉川和彦
- AUD：藤田勝巳、小清水健治
- VE：澤田将人、白波考大、山下悠介
- LT：安藤雄郎
- 音響効果：田村智之（クジラノイズ）
- TK：岸田純子
- 編集：菊地正吾、山崎洋、木村雅史、田口智樹
- MA：宝積伸示
- CG：鈴木鉄平
- イラスト協力：PDトウキョウ
- 技術協力：八峯テレビ→フジ・メディア・テクノロジー、ニューテレス、ImaGica
- 美術協力：フジアール
- 編成：竹村大介→永竹里早
- メディア推進：高橋律子→阪本隆太・柳館豪
- 広報：鈴木麻衣子→清田美智子
- 協力：おだいばZ会
- AP：大野もも、高柳俊介、西村拓也
- プロデューサー補：森雅史（途中まで）
- ディレクター：地濃愛、藤原将人、中島太一、矢吹悟、鎌田健太／遠藤達也（途中まで）
- 演出：谷中憲
- プロデューサー：五十嵐剛、上原敏明、高橋研
- 制作協力：ユーフィールド
- 制作著作：フジテレビ